# Ein Herz schlägt für Dich
Ein Herz schlägt für Dich ist ein 1944 entstandenes reichsdeutsches Spielfilmdrama von Joe Stöckel. Die Hauptrollen spielen Rudolf Prack und Annelies Reinhold. Die Geschichte basiert auf der Erzählung ’s Reis am Weg (1922) von Wilhelmine von Hillern.

## Handlung
Regina Hallwanger ist mit dem Bauern Martin verheiratet. Sie liebt Kinder über alles, kann aber infolge eines Unfalls nicht schwanger werden. Da sie sich aber darüber Sorgen macht, wer eines Tages den Bauernhof erben könnte, macht sie sich eines Tages auf den Weg, ihre Verwandtschaft zu besuchen, da Martin selber keine Verwandten besitzt. Hier hofft sie, einen geeigneten Erben zu finden. Bauer Erlhofer, der sie einst vergeblich umwarb, setzt ihr in der Zwischenzeit den Floh ins Ohr, ihr Mann könne fremdgehen, um sich bei einer anderen Frau das zu holen, was ihm seine eigene nicht geben könne. Tatsächlich glaubt Regina dieses böse Gerücht, zumal ihr mit der Magd Gertraud eine geeignete Kandidatin für das Fremdgehen in den Sinn kommt.
Als eines Tages der umherreisende Pfannenflicker und Korbflechter Haunstetter in der Gegend auftaucht, führt er, neben seinen eigenen drei Kindern, ein weiteres mit sich. Es handelt sich dabei um den kleinen Jungen Anderl, das Resultat eines Fehltritts Martins, von dem aber Regina nichts weiß. Anderl wurde gezeugt, als sich Regina vor vielen Jahren infolge ihres Unfalls erholen musste und Martin während der alljährlichen Heuernte eine kurze Affäre mit einer Aushilfsmagd hatte. Selbige ist in der Zwischenzeit gestorben, und der alte Haunstetter hat seitdem alles daran gesetzt, die Pflegschaft des Jungen, den Martin zwei alten Damen überlassen und für dessen Versorgung er stets Unterhalt gezahlt hatte, zu übernehmen. Haunstetter ist mit der Absicht gekommen, Martin Hallwanger mit dem einstigen Fehltritt ein Schweigegeld abzupressen. Der Bauer hat sich bislang nicht getraut, seiner Frau von Anderl zu erzählen, obwohl mit der Annahme des Jungen doch sämtliche Probleme der anhaltenden Kinderlosigkeit Reginas beseitigt wären. Aber würde sie ihm, Martin, verzeihen?
Eines Tages kommt es zu einem schweren Unfall. Vom Erlhofer-Bauer gereizt, drischt Regina besonders hart auf ein Kutschpferd ein, sodass dieses durchgeht und Anderl niedertrampelt. Martin und die Magd Gertraud eilen mit dem verletzten Jungen sofort ins nächste Krankenhaus. Dort wird der genesende Junge von Regina besucht. Sie gewinnt rasch Gefallen an dem Kind, und nicht nur aus ihrem schlechten Gewissen heraus fragt sie Martin, ob man den kleinen Anderl nicht vielleicht adoptieren könne. Martin ist natürlich begeistert von diesem Vorschlag, traut sich aber noch immer nicht, Regina die ganze Wahrheit zu erzählen. Die Dinge geraten in Bewegung, als Regina, die noch immer an eine Affäre ihres Mannes mit Gertraud glaubt, die Magd vom Hof weist. Als diese geht, ist sie so anständig und behält ihr Wissen von der Blutsverwandtschaft Martins mit Anderl für sich. Nun ist es endlich an Bauer Hallwanger, seiner Frau die ganze Wahrheit zu sagen. Daraufhin ist Regina nicht länger bereit, Anderl zu adoptieren. Enttäuscht und verbittert will Martin daraufhin den Hof verlassen, um in der Stadt Arbeit zu suchen, um so auch weiterhin für Anderl sorgen zu können.
Der alte Haunstetter, der von Regina für die Herausgabe Anderls 1000 Mark versprochen bekam, will nun endlich sein Geld haben, doch dazu ist die Bäuerin unter diesen Umständen nicht mehr bereit. Daraufhin legt der Pfannenflicker wutentbrannt auf dem Bauernhof ein Feuer, kurz nachdem Martin Hallwanger das Anwesen verlassen hat. Es kommt zu einem Zweikampf zwischen dem hinzueilenden Erlhofer-Bauer und Haunstetter, bei dem letztgenannter unterliegt. Martin, der aus der Ferne die lodernden Flammen gesehen hatte, eilt zurück und löscht mit seinen Knechten das Feuer. Diese dramatischen Ereignisse schweißen das Ehepaar Hallwanger wieder zusammen, und nun zeigt sich Regina auch bereit, mit Martin Anderl endgültig zu adoptieren. Damit hat ihre Kinderlosigkeit ein Ende und der Hof endlich einen Erben.

## Produktionsnotizen
Die Dreharbeiten begannen am 7. August 1944 und fanden in München und dem Alpengebiet statt. Bei Kriegsende 1945 befand sich der Film in der Musik-Synchronisation. Die Uraufführung fand am 12. August 1949 im Westen Berlins statt, drei Tage darauf war die Münchner Premiere.
Max Seefelder und Kurt Dürnhöfer, dessen letzter Film dies war, zeichneten für die Filmbauten verantwortlich, die Kostüme schuf Josef Dor. Ludwig Heiß war für den Ton zuständig.

## Kritik
Im Lexikon des Internationalen Films heißt es: „Ein vor dem Hintergrund der bayerischen Berglandschaft spielender Unterhaltungsfilm.“